# Kermit Ruffins
Kermit Ruffins (New Orleans, 19 december 1964) is een Amerikaanse jazztrompettist, zanger en componist in de stijl van de New Orleans jazz.

## Carrière
Ruffins leerde trompet spelen toen hij nog op de lagere school zat. In zijn middelbareschooltijd was hij in  1983 medeoprichter van de Rebirth Brass Band. Hij maakte zijn eerste opnames  met deze band in 1984 op Arhoolie Records.
Begin jaren 1990 gingen Ruffins en Rebirth vrienschappelijk uit elkaar, teneinde meer tijd thuis door te kunnen brengen met zijn jonge gezin. Hij zag af van de Rebirth-tournees, maar begeleidde Rebirth nog een tijd op  lokale optredens, totdat hij zijn eigen band oprichtte, de Barbecue Swingers. Ruffin is naast trompettist ook barbecuekok.

## HBO serie Treme
Treme is een HBO-televisieserie over het muziekleven in New Orleans en de nasleep van de orkaan Katrina. Een van de hoofdpersonen, Antoine Batiste, gespeeld door de in New Orleans geboren Wendell Pierce, is losjes gebaseerd op de echte personages van Ruffins en Rebirth-trombonist Stafford Agee. Hij treedt op als zichzelf met zijn barbecuefornuis.

## Discografie
| Jaar | Album                         | Opmerking   | Label        |
| ---- | ----------------------------- | ----------- | ------------ |
| 1993 | World on a String             | debut album | Justice      |
| 1994 | The Big Butter and Egg Man    | –           | Justice      |
| 1996 | Hold on Tight                 | –           | Justice      |
| 1998 | The Barbecue Swingers Live    | –           | Basin Street |
| 1999 | Swing This                    | –           | Basin Street |
| 2001 | 1533 St. Philip Street        | –           | Basin Street |
| 2002 | Big Easy                      | –           | Basin Street |
| 2005 | Throwback                     | –           | Basin Street |
| 2007 | Live at Vaughan's             | –           | Basin Street |
| 2009 | Livin' a Treme Life           | –           | Basin Street |
| 2009 | Have a Crazy Cool Christmas   | –           | Basin Street |
| 2010 | Happy Talk                    | –           | Basin Street |
| 2013 | We Partyin' Traditional Style | –           | Basin Street |
| 2015 | #imsoneworleans               | –           | Basin Street |
| 2017 | A Beautiful World             | –           | Basin Street |

## Fotogalerij

Ruffins (links) met wijlen Danny Barker op het  French Quarter Festival, circa 1990
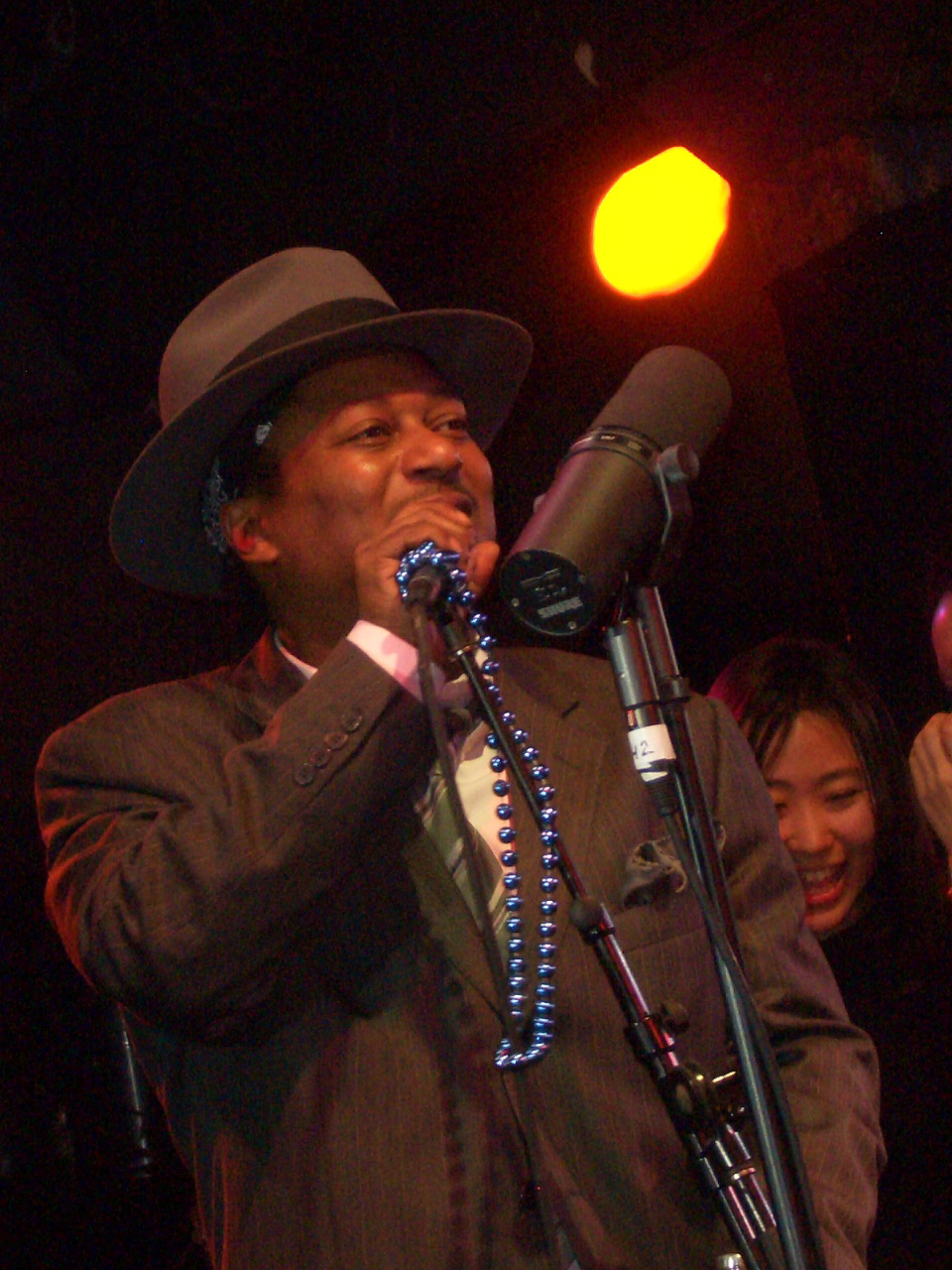
Ruffins in Tipitina's, februari 2006
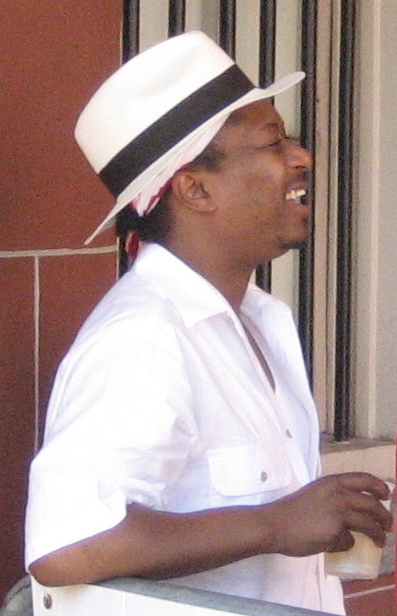
Ruffins in de  Old Mint, voor een optreden op het Satchmo SummerFest in augustus 2007
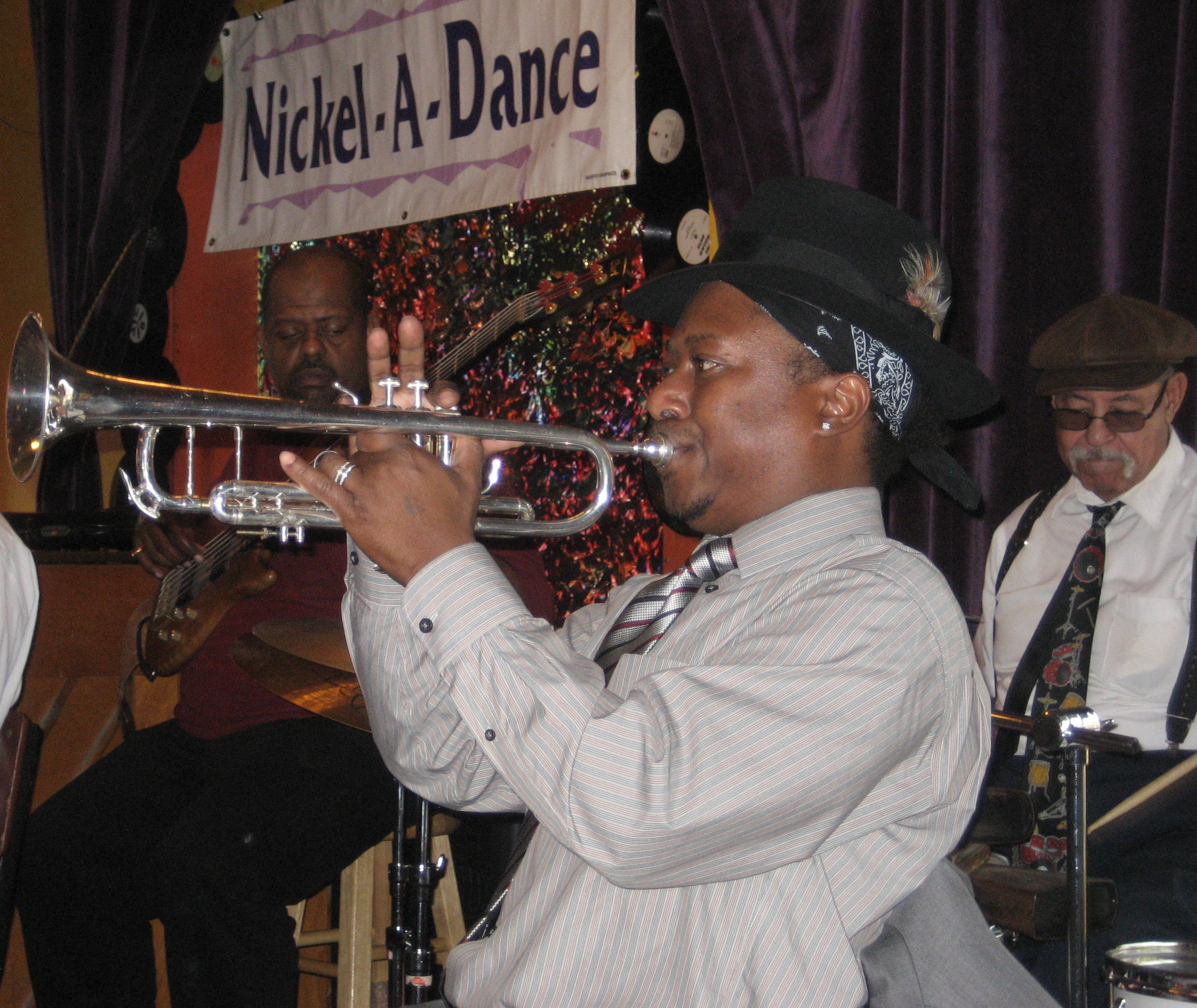
Ruffins spelend in Cafe Brasil in New Orleans, november 2007